# KoЯn (Album)
KoЯn ist das Debütalbum der gleichnamigen US-amerikanischen Metal-Band. Es wurde am 11. Oktober 1994 unter dem Label Immortal Records/Epic Records veröffentlicht. In den USA wurde das von Ross Robinson produzierte Werk mit Doppelplatin für zwei Millionen verkaufte Exemplare ausgezeichnet. Es gilt als Wegbereiter für die ab Mitte der 1990er aufkommende Nu-Metal-Szene.

## Entstehung
Die Band hatte ein Budget von 250.000 US-Dollar für die Aufnahme zur Verfügung. Laut Davis dauerte die Aufnahme ungefähr 6 Wochen.

## Musikstil und Inhalt
Typisch für das Album sind beispielsweise die Gesangstechnik Scat oder der Dudelsack im Song Shoots and Ladders.
Stephen Thomas Erlewine von Allmusic bezeichnet den Stil als „Testosterongeladenen, ultra-aggressiven Hybriden aus Metal und Rap.“
Cheryl Lynette Keyes hält eine Beeinflussung Korns vom Stil des Rappers Esham fest.
Inhaltlich dreht sich das Album rund um verschiedenste zwischenmenschliche Probleme mit einem Fokus auf jugendspezifische Thematiken. So singt Davis beispielsweise in Faget über das jahrelange Bullying, dem er ausgesetzt war, Need To behandelt die Angst, eine geliebte Person zu nahe an sich heranzulassen und sich so verletzlich zu machen und in Daddy steht der sexuelle Missbrauch von Davis durch eine Freundin der Familie  im Mittelpunkt. Daddy betrifft laut Davis eigener Aussage aber nicht seinen Vater, da er von diesem nie vergewaltigt wurde.

“When I was a kid, I was being abused by somebody else and I went to my parents and told them about it, and they thought I was lying and joking around. They never did shit about it. They didn’t believe it was happening to their son… I don’t really like to talk about that song. This is as much as I’ve ever talked about it…”

„Als ich ein Kind war, wurde ich von jemand anderem missbraucht und bin dann zu meinen Eltern gegangen und hab ihnen davon erzählt, und dann dachten sie, ich würde lügen und Witze machen. Sie haben deshalb nie das Geringste unternommen. Sie haben nicht geglaubt, dass so etwas ihrem Sohn passiert … Ich mag es nicht wirklich, über das Lied zu reden. So viel habe ich darüber noch nie gesagt.“

Dieses Aufgreifen von „Verfremdung und Missbrauch“ hat aber laut dem Allmusic-Guide auch einen „reinigenden Effekt“, weswegen dem Album im Review auch einige Schnitzer verziehen werden.

## Titelliste
1. Blind – 4:19
2. Ball Tongue – 4:29
3. Need To – 4:01
4. Clown  – 4:37
5. Divine – 2:51
6. Faget – 5:49
7. Shoots and Ladders – 5:22
8. Predictable – 4:32
9. Fake – 4:51
10. Lies – 3:22
11. Helmet in the Bush – 4:02
12. Daddy – 17:31 (enthält nach 5:11 Min. Stille den Hidden Track Michael & Geri, beginnend bei 14:06)

## Rezeption
Das Album wurde in die Liste Best Metal Albums of All Time der Zeitschrift Q aufgenommen. Zudem führte die Zeitschrift das erste Stück des Albums, Blind, in ihrer 2003 aufgestellten Liste der 100 Songs That Changed The World und wiederholte diese Würdigung mit einer erneuten Nennung in ihrer Auflistung 100 Greatest Guitar Tracks Ever! aus dem Jahr 2005.
Das Kerrang-Magazin listete den gleichen Song auf dem zweiten Platz der 666 Songs You Must Own in der Kategorie contemporary metal, 2002 stand der Titel auf Platz 10 der 100 Greatest Singles of All Time.
Das Rolling Stone-Magazin führt das Album auf Platz 30 der 100 Greatest Metal Albums of All Time.
Shoots and Ladders war 1997 für einen Grammy in der Kategorie Beste Metal-Darbietung („Best Metal Performance“) nominiert.

## Singles und Videos
Es wurden insgesamt drei Songs als offizielle Singles ausgekoppelt. Nach dem noch im Erscheinungsjahr des Albums als Promo-Version veröffentlichten Blind folgten 1995 Shoots and Ladders und Clown. Mit Need To gab es zwischenzeitlich noch eine weitere Promo-Single, die aber nur an Radiostationen verteilt wurde. 1997, als die Band mit Life Is Peachy schon ein weiteres Album veröffentlicht hatte, wurde noch ein Video zu Faget produziert.

## Auszeichnungen für Musikverkäufe
| Land/Region                  | Auszeichnungen für Musikverkäufe (Land/Region, Auszeichnung, Verkäufe) | Verkäufe  |
| ---------------------------- | ---------------------------------------------------------------------- | --------- |
| Australien (ARIA)            | Platin                                                                 | 70.000    |
| Vereinigte Staaten (RIAA)    | 2× Platin                                                              | 2.000.000 |
| Vereinigtes Königreich (BPI) | Gold                                                                   | 100.000   |
| Insgesamt                    | 1× Gold · 3× Platin ·                                                  | 2.170.000 |